# Opuntia parviclada
Opuntia parviclada là một loài thực vật có hoa trong họ Cactaceae. Loài này được S. Arias & see Gama Lopez, Susana mô tả khoa học đầu tiên năm 1997.